# Kosenjōbi

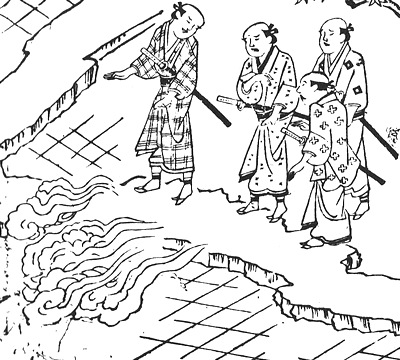
Historische Abbildung eines Kosenjōbi aus Anseis Tonoigusa.

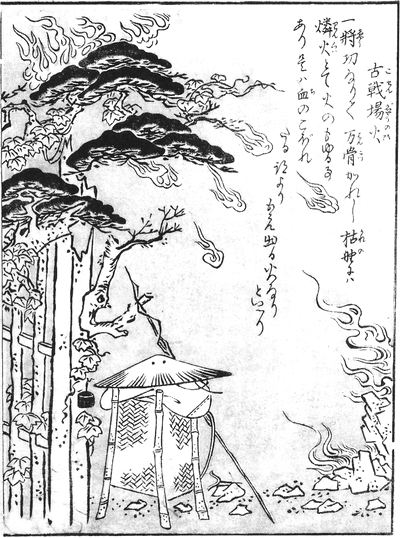
Ein Kosenjōbi, wie es in Sekiens Konjaku Gazu Zoku Hyakki dargestellt ist.

Das Kosenjōbi (古戦場火; „Altes-Schlachtfeld-Feuer“), auch Kosenjō-no-hi (古戦場の火; „Feuer vom alten Schlachtfeld“) genannt, ist ein fiktives Wesen der japanischen Folklore aus der Gruppe der Yūrei. Es gilt als eine besondere Form des Hitodama und sein Erscheinen soll von Leid und Kummer künden.

## Beschreibung
Das Kosenjōbi soll, wie eine Übersetzung des Namens bereits impliziert, auf alten, verlassenen Schlachtfeldern erscheinen. Es wird als „klassisches“ Irrlicht in Gestalt kleiner, bläulicher bis grünlicher Feuerkugeln beschrieben, die etwas mehr als einen Meter über dem Boden schweben sollen. Sie werden als friedlich dahinschwebend beschrieben, seltener sollen sie ziellos umherhuschen, als ob sie etwas suchten. Kosenjōbi werden als die leuchtenden Seelen von Kriegern, Pferden und Kampfhunden betrachtet, die tot auf dem Schlachtfeld zurückblieben und nie würdevoll bestattet wurden. Das Kosenjōbi ist demnach eine verstörte und unglückliche Seele, die ohne Bestattungsritual und Gebete nicht ins Jenseits findet. Mit ihrem Leuchten versucht sie, auf den Leichnam, aus dem sie entwich, aufmerksam zu machen.

## Hintergrund
Im japanischen Shintō, Buddhismus und im Volks- und Aberglauben gibt es kaum eine bedrückendere und beängstigendere Vorstellung, als nach dem Tod nicht würde- und ehrenvoll bestattet zu werden. Ohne Bestattung nebst ritueller Zeremonie und Gebeten könnte die Seelen von Mensch und Tier verloren gehen, weil sie den Weg ins Jenseits nicht kennt. Besonders großes Unglück bedeute es, wenn es sich bei dem Verstorbenen um ein Opfer von Krieg, Gewaltverbrechen oder um ein Unfallopfer handele. Deren Seelen könnten leicht zu Hitodamas oder Kosenjōbi werden und dann am Sterbeort zurückbleiben, wo ihr Erscheinen als Spuk gedeutet wird.
Eine frühe, historische Abbildung des Kosenjōbi erscheint im Tonoigusa (宿直草; Geschichten, die Nachtwächter erzählen) von Okita Ansei aus dem Jahr 1660. Eine weitere, etwas bekanntere Darstellung des Kosenjōbi findet sich im Sammelband Konjaku Gazu Zoku Hyakki (今昔画図続百鬼; Bilderbuch der 100 Dämonen von einst und jetzt) von Toriyama Sekien aus dem Jahr 1779. Sekiens Zeichnung ist von besonderem Interesse, weil die darin vorkommenden Ausrüstungsgegenstände sowie der Pinienhain links im Bild auf ein historisches, reales Ereignis verweisen: die Schlacht von Sekigahara im Jahr 1601, gegen Ende der Sengoku-Zeit. Der Begleittext im Bild enthält einen gut verborgenen Seitenhieb auf das Tokugawa-Shogunat und dessen erfolgreichstes Oberhaupt, Tokugawa Ieyasu. In Japan ist außerdem bis heute die Redewendung „Auf die Schlacht folgt das Feuer“ gebräuchlich, die unter anderem auf das Kosenjōbi verweisen mag.